# Коллина, Пьерлуиджи
Пьерлуи́джи Колли́на (итал. Pierluigi Collina; род. 13 февраля 1960, Болонья) — итальянский футбольный судья, с 2016 года — глава судейского комитета УЕФА, глава судейского комитета международной федерации футбола (ФИФА), консультант итальянской ассоциации судей, куратор судейского комитета итальянской ассоциации футбола (до 2012 года). Один из выдающихся футбольных судей мира на стыке 1990-х и 2000-х годов.

## Игровая карьера
Был единственным сыном в семье правительственного служащего и учительницы начальной школы. Коллина с отличием окончил факультет экономики и коммерции университета родной Болоньи. По профессии — финансовый консультант.
Карьеру начал, играя за церковную футбольную команду «Дон Орион», а в 15 лет Коллину взяли в болонский клуб «Паллавичини», где он провёл два сезона на позиции либеро.

## Судейская карьера

### Италия
В 1977 году Пьерлуиджи записался на судейские курсы. Через три года он судил матчи регионального значения.
В конце 1986 года Коллина мог уйти из футбола, поскольку в профессиональные лиги его не допускали из-за внешности. Однако через год в судейском корпусе произошли изменения: его возглавил Луиджи Аньолин, чьи действия и реформы позволили Коллине попасть в Серии C1 и C2. Первый матч в Серии A Коллина отработал 15 декабря 1991 года.
10 марта 1997 года после игры между «Интером» и «Ювентусом» Коллина появился на пресс-конференции после встречи специально, чтобы объяснить журналистам одно из своих решений — форвард «Интера» Маурицио Ганц забил в ворота «Юве» гол, который Коллина после двухминутных обсуждений отменил из-за положения «вне игры». Это был первый в Италии случай, когда судья после матча специально для прессы комментировал принятые решения: позже телевизионные повторы показали, что решение об отмене гола было принято верно.
В последнем туре чемпионата Италии 1999/2000 Коллина судил матч между «Ювентусом» и «Перуджей», от исхода которого зависело, кто заберёт титул чемпиона Италии — «Ювентус» или «Лацио». Первый тайм проходил под проливным дождём, а в перерыве дождь усилился настолько, что пришлось ждать около часа, прежде чем Коллина дал добро на возобновление встречи. Ту встречу «Перуджа» выиграла 1:0, что в совокупности с победой «Лацио» над «Реджиной» 3:0 позволило «орлам» завоевать скудетто.
В сезоне чемпионата Италии 2001/2002 в матче между «Ромой» и «Венецией» Коллина за две минуты назначил два спорных пенальти в ворота венецианцев, чем удивил даже «Рому».

### Международные матчи
Коллина судил матчи Олимпиады в Атланте 1996 года (в том числе и женский турнир). В частности, после матча женских сборных Китая и США китаянки настоятельно просили его сфотографироваться с каждой из спортсменок, что Коллина и сделал. Ему также доверили судить финал между Аргентиной и Нигерией: в финале он засчитал гол Нигерии, который аргентинцы всячески пытались оспорить, хотя повторы показали, что ошибок Коллина не допускал. Через два года он судил матчи чемпионата мира 1998 года.
Коллина судил финал Лиги чемпионов УЕФА 1999, при этом не отметившись никакими специфическими решениями. Также он работал на чемпионате Европы 2000, где, в частности, судил вместе с англичанином Филипом Шарпом четвертьфинал между Испанией и Францией.
На чемпионате мира 2002 года Коллина судил матч группового этапа между Англией и Аргентиной, матч 1/8 финала между сборными Японии и Турции, а также финал между Бразилией и Германией. В бригаде Коллины работали всё тот же Шарп и швед Лейф Линдберг, для которого это стал первый матч, когда он работал в одной бригаде с Коллиной. Также он обслуживал матчи чемпионата Европы 2004 года. Карьеру судьи завершил в 2005 году.
Кроме многочисленных «знаков отличия» от итальянской федерации футбола, в коллекции Пьерлуиджи — шесть призов лучшему судье планеты.

### Благотворительные матчи
3 июля 2009 года судил товарищеский матч между ФК «Локомотив» (Астана) и молодёжной сборной Казахстана в честь открытия нового футбольного стадиона в Астане.
25 января 2010 года Коллина судил благотворительный матч «Сборная друзей Зидана и Роналдо» — «Сборная звёзд Бенфики» в фонд погибших в землетрясении на Гаити.

## Администратор
4 июля 2010 года возглавил судейский комитет УЕФА.
5 июля 2010 года подписал соглашение сроком на два года с федерацией футбола Украины на выполнение функций куратора системы судейства в профессиональном футболе Украины, по которому имел широкие полномочия. В частности, итальянский специалист должен создать эффективную программу подготовки и организации деятельности судей в украинских профессиональных футбольных лигах, которые находятся под эгидой федерации футбола Украины. В его компетенцию входит реформирование комитета судей и практическое управление программами подготовки рефери, назначение судей на профессиональные футбольные матчи на Украине, оценка судейства и определение санкций, а также любая другая деятельность и задачи, связанные с футбольным судейством в украинском профессиональном футболе. Одним из первых решений Коллины на новом посту стал отказ от иностранных судей и новая система физических тренировок для украинских судей.
24 января 2012 года Коллина был признан лучшим футбольным судьёй за последние 25 лет МФФИИС.
В январе 2016 года Коллина был назначен главой судейского корпуса ФИФА.

## Судейский стиль
Коллина считается одним из лучших футбольных судей в ФИФА, который отметился во время работы в чемпионате Италии несколькими необычными приёмами. В частности, он стал первым, кто вынужден был поменять по ходу матча местами боковых судей, поскольку в одного из лайнсменов бросались подручными предметами болельщики, а также первым судьёй, который после матча Серии A специально появился на пресс-конференции, чтобы прокомментировать принятое им решение, считавшееся некоторыми спорным. Также по ходу одной из встреч Коллина добился того, чтобы с трибун убрали плакат с оскорблениями в адрес руководителя судейского корпуса Федерации футбола Италии.
По его оценке, лучшим судьёй считается тот, который не заметен по ходу матча и выходит только тогда, когда этого требует ситуация. Особой техники судейства матчей на чемпионате мира он не выделял, но подчёркивал, что от матча к матчу судья имеет право трактовать эпизод на своё усмотрение. В 2002 году он отмечал, что одной из важнейших проблем мирового футбола были «нырки» в штрафной с целью заработать пенальти.
Коллина считал, что в большинстве случаев, когда при единоборствах игроки грубо фолили, имело место неудачное проведение технического приёма, а не злой умысел: футболисты скорее запаздывали или неправильно оценивали свои действия, идя в борьбу тогда, когда существовал риск нарушения правил. В начале 2000-х, по словам Коллины, в Серии А была проведена работа, в ходе которой футболистам удалось объяснить последствия слишком жёсткой игры, и число травм стало последовательно снижаться.
Комментируя в 2002 году возможность внедрения видеоповторов, Коллина сказал, что арбитр должен адаптироваться к любым новшествам. 

## Имидж
Пьерлуиджи облысел в 24 года, после того, как перенёс алопецию — болезнь, приводящую к выпадению волос по всему телу, включая брови и ресницы. Это придало ему необычную внешность, за которую некоторые любители футбола называли его Фантомасом. Благодаря своей внешности он обрёл невиданную популярность в мире, давая разные интервью о своей работе.

## Личная жизнь
Супруга Жанна, дочери Франческа-Романа и Каролина. Свободно говорит по-английски, изъясняется по-французски и испански.